# Fortezza di Mont'Alfonso
La fortezza di Mont'Alfonso è una struttura militare fortificata che si trova a Castelnuovo di Garfagnana, come estremo presidio difensivo del Ducato di Ferrara a difesa del confine con la Repubblica di Lucca.

## Storia
Realizzata tra il 1579 e il 1586, fu progettata dall'ingegnere carpigiano Marco Antonio Pasi. È stata un presidio militare estense nei secoli XVI e XVII e durante la parentesi napoleonica (1805 - 1814) fece parte dei beni del Principato di Lucca e Piombino.
Nel 1809, a causa degli enormi costi di manutenzione, la fortezza fu venduta e tornò di proprietà estense nel 1814. Ai primi del Novecento Mont'Alfonso passò nelle mani di privati, la famiglia scozzese Bechelli, che la elesse residenza estiva, facendo dell'edificio a destra della Porta Nord, che ospitava la «Prigione nuova» nel Settecento, una vera e propria villetta in stile Liberty.
Le strutture della fortezza, già deterioratesi nel tempo, furono ulteriormente danneggiate dalla spaventoso terremoto che colpì la Garfagnana nel 1920.
Nel 1942-43 la fortezza fu adibita a luogo di internamento civile per un gruppo di una settantina di profughi ebrei (tra cui diverse famiglie con bambini). Nonostante le difficili condizioni di vita, la piccola comunità riuscì a ben integrarsi nel paese. Tutto questo cambiò con l'occupazione tedesca e la Repubblica Sociale Italiana. Il 4 dicembre 1943, quasi tutti gli internati furono arrestati e trasferiti dapprima al campo provinciale di Bagni di Lucca e di lì deportati ad Auschwitz. Dell'intero gruppo dei deportati solo due persone sopravvissero allo sterminio.
I bombardamenti che nel 1944-45 colpirono Castelnuovo, retrovia della "linea gotica", sicuramente non risparmiarono Mont'Alfonso.

### Restauro
Nel 1980, quando la Provincia di Lucca rilevò la struttura dalla famiglia Bechelli, i periti incaricati di redigere la relazione estimativa parlarono di un complesso in pessime condizioni, che raggiungeva in alcuni punti il completo diroccamento.
Da allora si è proceduti in un'imponente opera di restauro, che vede la fortezza come uno dei motori del rilancio culturale oltre che economico della valle.
Attualmente nella fortezza vengono organizzati alcuni eventi, quali il concerto dei Nomadi del 2005, le due serate condotte da Dario Vergassola e David Riondino con la partecipazione di affermati artisti quali, tra gli altri, Stefano Bollani, o il raduno Moto Guzzi del 2006. Nell'ambito delle manifestazioni a due ruote ricordiamo anche che la fortezza di Monte Alfonso ha ospitato nel 1995 e 1996 anche il raduno del Vespa Club Garfagnana, organizzato dall'omonimo Vespa Club.
La fortezza diventerà inoltre un importante centro di ricerca e di educazione nel campo delle energie alternative. Dal 2008 essa è anche centro di attività di perfezionamento musicale realizzate dalla Scuola civica di musica di Castelnuovo.